# Mischkino (Kaliningrad)
Mischkino (russisch Мишкино, deutsch Budballen, 1938 bis 1945 Moorbude, auch: Kaimelswerder) ist ein Ort in der russischen Oblast Kaliningrad. Er gehört zur kommunalen Selbstverwaltungseinheit Stadtkreis Gussew im Rajon Gussew.

## Geographische Lage
Mischkino liegt 15 Kilometer südwestlich der Stadt Gussew (Gumbinnen) an der äußersten südwestlichen Grenze des Rajon Gussew. Durch den Ort verläuft die Kommunalstraße 27K-160 von Majakowskoje (Nemmersdorf) nach Krasnojarskoje (Sodehnen) an der Regionalstraße 27A-043 (ex R517). Eine Bahnanbindung besteht nicht.

## Geschichte

### Budballen (Moorbude)
Der kleine einst Budballen genannte Ort war ursprünglich ein Vorwerk zum Gut Austinehlen und gehörte mit diesem seit 1928 zur Landgemeinde Adomlauken (1938 bis 1945: Adamshausen, russisch nach 1945: Orlowka, nicht mehr existent). Ab dem 3. Juni 1938 hieß Budballen „Moorbude“. 1945 kam der Ort mit dem nördlichen Ostpreußen zur Sowjetunion.

#### Kaimelswerder / Maximowka
Das kleine Gutsdorf Kaimelswerder wurde 1874 in den neu errichteten Amtsbezirk Nemmersdorf (russisch: Majakowskoje) eingegliedert, der bis 1945 bestand und zum Kreis Gumbinnen im Regierungsbezirk Gumbinnen der preußischen Provinz Ostpreußen gehörte.
Im Jahre 1910 zählte Kaimelswerder 42 Einwohner. Am 30. September 1928 gab der Gutsbezirk Kaimelswerder seine Eigenständigkeit auf und schloss sich mit den Gutsbezirken Nemmersdorf (Majakowskoje) und Pennacken (1938 bis 1945: Werfen, russisch nach 1945: Orlowka) zur neuen Landgemeinde Nemmersdorf zusammen. 
1945 kam Kaimelswerder in Folge des Zweiten Weltkriegs zur Sowjetunion. 1950 erhielt der Ort die russische Bezeichnung Maximowka und wurde gleichzeitig dem Dorfsowjet Majakowski selski Sowet im Rajon Gussew zugeordnet.

### Mischkino
1950 erhielt Moorbude (als Budballen) die russische Bezeichnung Mischkino und wurde gleichzeitig dem Dorfsowjet Majakowski selski Sowet im Rajon Gussew zugeordnet. Vor 1975 wurde Maximowka an Mischkino angeschlossen. Von 2008 bis 2013 gehörte Mischkino zur Landgemeinde Majakowskoje selskoje posselenije und seither zum Stadtkreis Gussew.

## Kirche
In Budballen resp. Moorbude als auch Kaimelswerder lebte vor 1945 eine fast ausnahmslos evangelische Bevölkerung. Beide Orte gehörten damals zum Kirchspiel der Kirche Nemmersdorf (Majakowskoje) im Kirchenkreis Gumbinnen in der Kirchenprovinz Ostpreußen der Kirche der Altpreußischen Union. Heute liegt Mischkino im Einzugsbereich der neu entstandenen evangelisch-lutherischen Gemeinde in Krasnojarskoje (Sodehnen) innerhalb der Propstei Kaliningrad (Königsberg) der Evangelisch-lutherischen Kirche Europäisches Russland.